# Acea
Pour l’article homonyme, voir Association des constructeurs européens d'automobiles.
Acea (acronyme pour Azienda Comunale Elettricità e Acque puis Azienda Comunale Energia e Ambiente) est une entreprise publique italienne de distribution et de production d'électricité, de gestion de l'eau et de réseau de chaleur de la ville de Rome en Italie fondée en 1937.